# خرده لوكي (سقز)
قرية خرده لوكي (بالكردية: خوردەلووکی) هي إحدى القرى التابعة لـذو الفقار في ريف قسم سرشيو من مقاطعة سقز، في محافظة كردستان الإيرانية.

## السكان
حسب إحصاءات سنة 2006، بلغ إجمالي السكان في خرده لوكي 541 نسمة وعدد المساكن 105 مسكن. لغة سكان خرده لوكي هي اللغة الكردية و هم من أهل السنة والجماعة والمذهب الشافعي.